# Nocona (Texas)
Nocona è un comune (city) degli Stati Uniti d'America della contea di Montague nello Stato del Texas. La popolazione era di 3 033 abitanti al censimento del 2010.

## Geografia fisica
Secondo lo United States Census Bureau, la città ha una superficie totale di 7,29 km², dei quali 7,29 km² di territorio e 0 km² di acque interne (0% del totale).

## Società

### Evoluzione demografica
Secondo il censimento del 2010, la popolazione era di 3 033 abitanti.

### Etnie e minoranze straniere
Secondo il censimento del 2010, la composizione etnica della città era formata dall'89,71% di bianchi, lo 0,53% di afroamericani, lo 0,79% di nativi americani, lo 0,23% di asiatici, lo 0% di oceanici, il 7,19% di altre razze, e l'1,55% di due o più etnie. Ispanici o latinos di qualunque razza erano il 19,09% della popolazione.